# クオーク (信販)

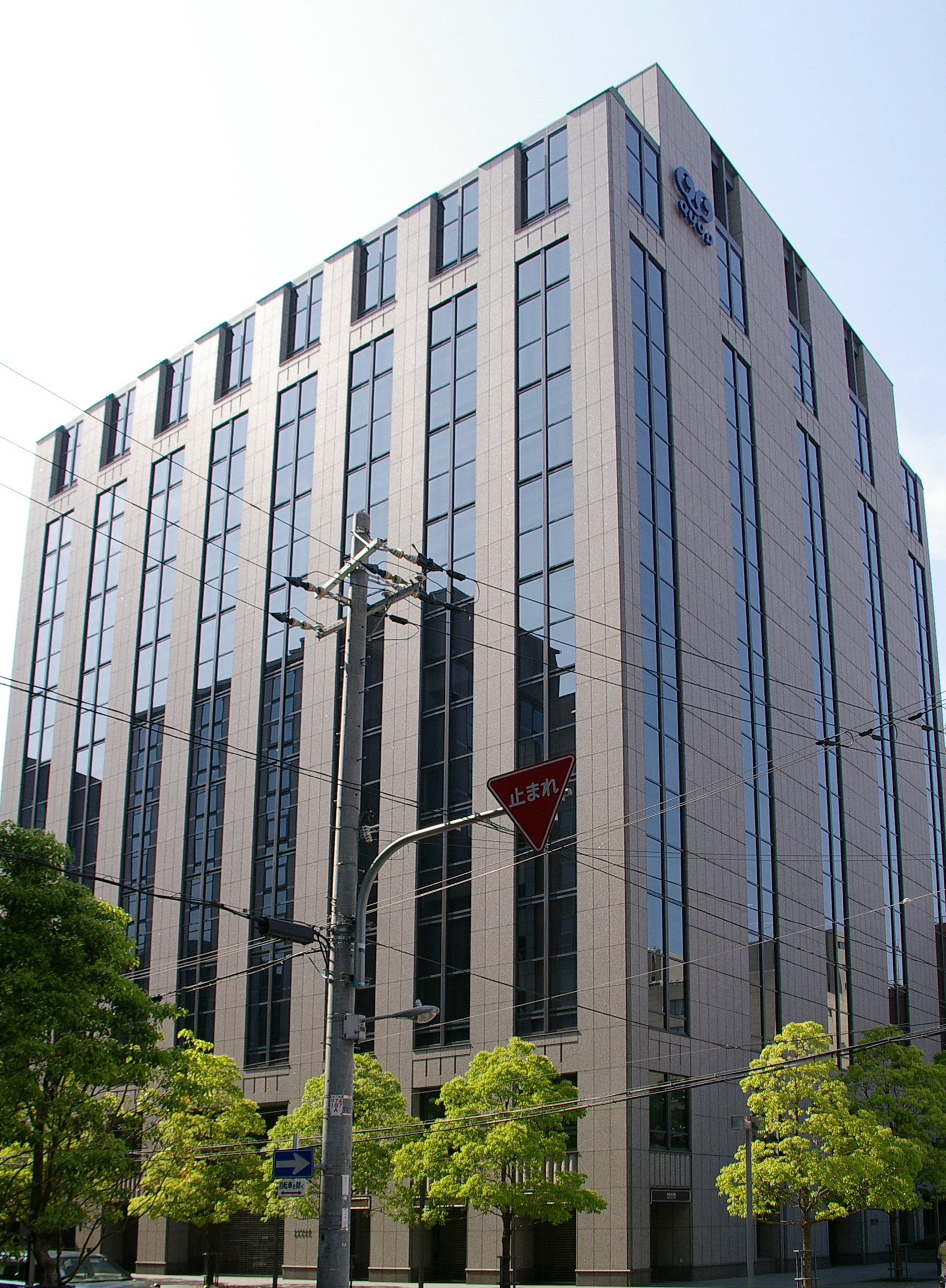
クオーク大阪本社がある京阪神不動産淀屋橋ビル（大阪市中央区）

株式会社クオーク (QUOQ Inc.) は、かつて存在した日本の信販会社である。株式会社三井住友銀行の持分法適用関連会社。合併により、現在は株式会社セディナとなっている。

## 概説
1999年に、東京総合信用株式会社（東総信）と日本総合信用株式会社（日総信）が合併し発足。両社とも当時の住友銀行のグループ会社であったが、東総信は東京相和銀行との合弁であったため、両社は合併することができなかった。同年に同行の経営が破綻（後に東京スター銀行に営業譲渡）したため、合併の障害が取り除かれた。
2009年4月、三井住友フィナンシャルグループの傘下で、オーエムシーカード、セントラルファイナンスと合併し、株式会社セディナとなった。

## 沿革
- 1974年（昭和49年） - 東京総合信用株式会社設立。
- 1978年（昭和53年）4月5日 - 西日本総合信用株式会社設立。
- 1984年（昭和59年） - 西日本総合信用株式会社が商号を日本総合信用株式会社に変更。
- 1999年（平成11年）10月1日 - 日本総合信用株式会社を存続会社として東京総合信用株式会社と合併し、商号を株式会社クオークに変更。
- 2006年（平成18年）10月 - 登記上の本店を大阪本社（大阪市中央区今橋四丁目）から東京本社（東京都港区三田三丁目）に移す。
- 2008年（平成20年）10月1日 - 三井住友フィナンシャルグループ傘下のクレジット事業の統合のため、三井住友カード、オーエムシーカード、セントラルファイナンスとの間で中間持株会社（SMFG完全子会社）の株式会社SMFGカード&クレジットを設立。
- 2008年（平成20年）12月1日 - SMFGおよび三井住友銀行保有の各社株式をSMFGカード&クレジットへ移転し、SMFGカード&クレジットの子会社となる。
- 2009年（平成21年）4月1日 - オーエムシーカード（OMC）を存続会社として、セントラルファイナンスとともに吸収合併され、株式会社セディナとなる。

## 奇抜なCM
旧・東京総合信用時代から信販関係の業種とは分からないような奇抜で大いにシュールなテレビCMを1990年代より放映することで有名で、その殆どはCMディレクターの山内健司による作品であった。旧・東総信では社名の略号「TOSOSIN（東総信）」を「闘争心」とかけて人やネズミが暴れ動き回る作品や、コギャル言葉の発音にオヤジがかみつくCM（娘役は永田杏奈）、その後の「クオーク少年シリーズ」など当時としてはかなり特異であった。
同社の一社提供によりニッポン放送で放送していたラジオ番組「クオーク松本ひでおの美女対談」の提供クレジット（提クレ上のタイトルは「クオーク美女対談」）では、藤田のサウンドロゴがそのまま流れた。テレビ番組の提供クレジット（テロップ）では、スポンサーのロゴがフルカラーで流れることが1990年代後半ごろから増えてきたが、ラジオ番組の提クレでサウンドロゴが流れるのは珍しいケースである。ラジオ番組の提クレで自社のサウンドロゴを流すパターンは東総信時代から行っていた。
TOKYO FMで、東総信時代から時報前の5秒スポットを始め多くCMを出稿していた。
『クオーク』とサウンドロゴを歌っているのは、藤田陽子。

### クオーク少年シリーズ
1999年から自社を擬似人物に見立てた連続ショートストーリー風のシリーズCMが制作された
別れ編
日総信との合併が決定した1999年7月頃に旦那である「東総信」が亡くなり、斎場の通夜で哀しみに暮れていた未亡人（水沢蛍）のお腹で新たな命の鼓動を感じる作品。額縁の中の遺影は「TOSOSIN」のCIロゴ。
出産編
東総信の未亡人（水沢蛍）が出産後、看護婦に抱えられた赤ん坊が「クオーク、クオーク」と泣いているのを母親の両親が不思議に思いながら、母親が「拓也」ではなく「クオーク」と命名した作品。
みんな知ってる僕のこと編
2000年前半制作。「どうして名前がクオークなの」と小学生となったクオーク（紺野紘矢）が一緒に商店街で買い物している母親に問いかける作品。
ついに来たこの日編
2000年後半制作。クオーク自身の名前が信販会社名と同じ事に気づき、母親を責めて泣きじゃくりながら夜中に家を飛び出す作品。
クオークの楽しみ編
2001年前半制作。クオークが同級生のユカちゃん（泉綾香）を自室に招いて（CGで作られた）等身大サイズの透明な『カード』の中に出入りする遊びをして彼女を泣かせて母親を困らせた作品。
クオークの誕生日編
2001年後半制作。高校生となったクオーク（田中圭）が、すき焼きのお遣いがてらに女友達（北浦実千枝）から誕生日プレゼントを貰い、夜の公園でキスを交わす。その現場を買い物帰りの母親が目撃し、イメージの中で子供時代のクオーク（紺野紘矢）がシンクロして動揺する。気づいて照れ笑いする息子を見て成長を実感した作品。

#### 2002年作品
「クオークカード」のCMとなっており、サウンドロゴも変更されている。
言い間違え編
アニキ（篠井英介）が愛人のアケミ（春日井静奈）にねだられてバッグを買おうと、パシリの村上（三宅弘城）に「事務所に戻ってクオークカード取って来い」と頼む。走って戻った村上は『スモークサーモン』を持ってきて罵倒される作品。『クオークカード』と『スモークサーモン』の母音が同じでアクセントが似ており、聞き間違えるのをオチとしている。
まさかの時のクオークカード編
旅行代理店勤務のタカシ（大沢健）とベルギーから日本へ留学しているミッシェル（カミーユ）のアベックが街中を歩いていると地震に遭遇。珍しさに動揺したミッシェルは、フランス語でタカシが持っているクオークカードを寄越して胸元に当てると落ち着きを取り戻し、タカシはクオークカードの持つ不思議なパワーに感心する作品。
言葉の壁 編
タカシの自室で一緒にテレビで『午後の男優室（実在）』のコントを見るミッシェル。日本語が理解できず面白味も分からない彼女がタカシからクオークカードを寄越して額に当てると、日本語で「チョーオカシイ」と爆笑し、タカシは再びクオークカードに感心する作品。

#### 2006年作品
これまでシュールで奇抜なCMばかり作ること自体をセルフパロディ化している。無名時代の鳥居みゆきがバレリーナ役で出演。

## 取扱業務
- ショッピングクレジット
- リフォームローン
- オートローン
- 信用保証業務
- 融資業務
- 集金代行業務

### クレジットカード
年会費無料。ポイントプログラムはキャッシュバック方式。国際ブランドはマスターカードである。
クオークカード→セディナクオークカード
一般カード。翌々月払いを特徴としている。
クオークカード ミニモ→セディナクオークカード ミニモ
リボ払い専用カード。
クオークETCカード→セディナETCカード
ETC決済用の子カード。このカードのみ年会費525円。

## 関連会社
- クオークローン（現・クラヴィス） - プロミス（現・SMBCコンシューマーファイナンス）の子会社。かつてクオークが15%出資していたが現在は資本関係なし。

## 関連人物
- 松下武義（住友銀行出身、徳間書店第2代社長。前身の東京総合信用の社長を務めた）